# Мокашево
Мокашево — деревня в Кадуйском районе Вологодской области.
Входит в состав Никольского сельского поселения, с точки зрения административно-территориального деления — в Никольский сельсовет.
Расстояние по автодороге до районного центра Кадуя — 28 км, до центра муниципального образования села Никольское — 4 км. Ближайшие населённые пункты — Васильевская, Ивановское, Калинино, Мелентьево, Прягаево, Чертова, Шутовская.
По переписи 2002 года население — 8 человек.